# Systoechus monticolanus
Systoechus monticolanus är en tvåvingeart som beskrevs av Hesse 1938. Systoechus monticolanus ingår i släktet Systoechus och familjen svävflugor. Inga underarter finns listade i Catalogue of Life.